# Georg Nagel

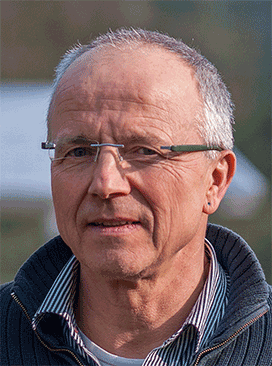
Georg Nagel

Georg Nagel (Weingarten, Württemberg, 24 de agosto de 1953) é um biofísico alemão, professor da Universidade de Würzburgo.

## Pesquisa
Nagel é creditado pela descoberta da rodopsina canal, que abriu uma nova área na optogenética, em colaboração com Peter Hegemann.
No início de 1995 Georg Nagel e Ernst Bamberg tentaram a expressão heteróloga de rodopsinas microbianas (Bacteriorodopsina) em células animais (oócitos de Xenopus) pela primeira vez (Nagel et al., 1995, FEBS Lett.).
Nagel et al. mostrou primeiramente a funcionalidade do ChR2 (Channelrodopsin-2) em células de mamíferos em 2003. Depois disso, o ChR2 foi aplicado por vários grupos em diferentes tipos de células em torno de 2005 e 2006. O ChR2 foi aplicado em neurônios do hipocampo por sua colaboração com Karl Deisseroth .
Nagel et al. mostraram primeiramente a funcionalidade do ChR2 (Channelrodopsin-2) em células de mamíferos em 2003. Depois disso, o ChR2 foi aplicado por vários grupos em diferentes tipos de células em torno de 2005 e 2006. O ChR2 foi aplicado em neurônios do hipocampo m sua colaboração com Karl Deisseroth.
Enquanto isso Nagel et al. fizeram o primeiro mutante de ChR2, H134R, e o aplicaram pela primeira vez no animal vivo Caenorhabditis elegans em colaboração com Alexander Gottschalk.
Em 2007 Nagel iniciou a primeira manipulação optogenética do cAMP em colaboração com Peter Hegemann.
Em 2015 Nagel e seu grupo caracterizaram a primeira enzima rodopsina da 8 TM, Cyclop (Gao et al., 2015, Nat Comm.). Mais tarde eles também caracterizaram outros novos membros das rodopsinas da enzima 8 TM, RhoPDE e 2cCyclop.

## Prêmios selecionados
- 2010 Prêmio Wiley de Ciências Biomédicas, com Peter Hegemann e Ernst Bamberg[1]
- 2010 Prêmio Karl Heinz Beckurts, com Peter Hegemann e Ernst Bamberg[2]
- 2012 Prêmio Zülch
- 2013 Prêmio Louis-Jeantet de Medicina,[3] com Peter Hegemann
- 2013 Prêmio Brain
- 2015 selecionado membro da Organização Europeia de Biologia Molecular (EMBO)
- 2019 Prêmio Rumford por "contribuições extreaordinárias relacionadas com  invenção e refinamento da optogenética", com Ernst Bamberg, Edward Boyden, Karl Deisseroth, Peter Hegemann e Gero Miesenböck.[4]